# 維荻婭·茂瓦德
維荻婭·茂瓦德（Vidya Malvade）是一個寶萊塢的電影演員。

## 個人生活
維荻婭曾經學習過法律和作過空中小姐，她的第一任丈夫曾是Alliance Air航空公司的飛行員巴嘎機長（Capt Bagga），但是他不幸死于一次墜機事故  （页面存档备份，存于）.
(詳情請看《飛行資訊》)。

## 電影事業
初出于2003年，現今演過最知名的電影是《加油印度！》，在這部影片中沙·茹克·罕扮演印度女子曲棍球隊的教練，她則扮演守門員兼隊長。

## 外部連結
- Vidya Malvade在互联网电影资料库（IMDb）上的資料（英文）
- Vidya's new movie Chak De India
- Vidya's Fan Blog[永久]